# Kávéházi cigányzene

Kávéházi cigányzenekar az 1920-30-as évekből. A kép egy gazdabálon készült, ezért a műparaszti viselet.

A kávéházi cigányzene vagy röviden csak cigányzene, illetve magyar nóta a magyarcigányok által játszott, elsősorban szórakoztató célzatú magyar népies műzene. A cigányzene-magyar nóta elnevezések kettőssége szemléletesen jelzi a műfaj kettős kulturális kötődését. A köztudat sokáig hol a magyar, hol a cigány autentikus népzenével azonosította – helytelenül. A zenetudomány hamar tisztázta a félreértést, ám ekkor – mint számára érdektelen szórakoztató műfaj – ki is került a zenekutatás fókuszából. A műfaj tudományos feldolgozottsága (mind a komolyzenéhez, mind az autentikus népzenéhez viszonyítva) mai napig alacsony szintű.
A kávéházi cigányzenét a cigány népcsoportok közül – egészen a legutóbbi időkig – kizárólag a magyarcigányok művelték, közülük is elsősorban a városiak. A falusi magyar cigányok jellemző foglalkozása volt a mezőgazdaság mellett a kovácsmesterség és a vályogvetés. Közülük is alakultak falusi bandák, ők azonban a helyi igényekhez alkalmazkodva magyar – esetenként román, szerb, cigány, sváb – autentikus népzenét játszottak, illetve játszanak.
A cigányzene a magyar népzenéből táplálkozik. A régi stílus hatása kisebb mértékű, elsősorban a kurucokhoz kapcsolódó költészet és hangszeres zene tartozik ide. A magyar népzene új stílusával lényegesen nagyobb a zenei rokonság, hiszen a két műfaj párhuzamosan, egymással kölcsönhatásban alakul ki. A korabeli európai szalonzene ugyancsak hatott a cigányzene divatos műfajainak kialakulására. A szalonzenék merev hangzásával szemben a cigányzene-magyar nóta erősen improvizatív előadásmódja az autentikus cigány instrumentális és vokális zene öröksége.

## Története
A cigányok nem sokkal magyarországi megjelenésük után már a legrangosabb udvarokban muzsikálnak. Bonfinitől tudjuk, hogy nem csak Beatrice királyné, de még az esztergomi érsek udvarában is cigány zenészek játszottak.
A cigányzenészek a további századokban is fontos szerepet töltöttek be az arisztokrácia, valamint az alacsonyabb nemesség köreiben is. A három részre szakadt ország mindhárom területén emlékeznek meg források cigányzenészekről.

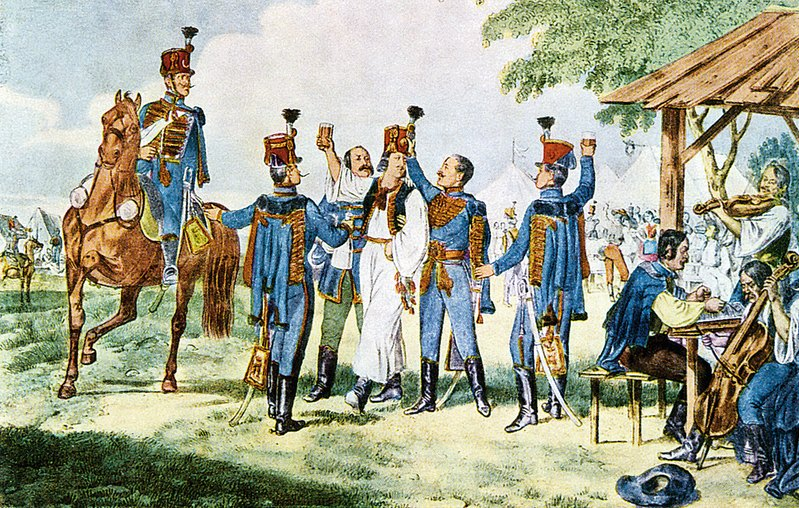
Verbuválás cigányzenekarral

A Rákóczi-szabadságharcban a kuruc táborokban nem egy cigányzenekart találni, akik zenéjükkel lelkesítették a csapatokat. Ők – mivel zenészként egyszerűbben mozoghattak ellenséges területeken is – szerepet játszottak az egymástól elszakított csapattestek hadi kommunikációjában, és az ellenséges csapatok kifigyelésében egyaránt.
A cigányzene ma ismert formájának kialakulásának kezdete a 18. század közepére tehető. Az első ismert, mai hangszerfelállású cigányzenekar Czinka Pannáé volt, mely két hegedűsből, bőgősből és cimbalmosból állt. Ma is ez a cigányzenekarok minimálisan kötelező felállása.
A XVIII–XIX. század fordulóján jelentős változások következnek be a magyar társadalomban és kulturális életben. A népzenében és néptáncban a régi stílust fokozatosan felváltja az új stílus; a polgárosodással kapcsolatban növekszik a városok szerepe; megjelenik a nemzeti romantika a kultúra minden területén. A nemzeti érzés alakításában jelentős szerepük volt a cigány muzsikusoknak is, különösen a kuruc költészet ébren tartásában és átörökítésében.
A műfaj igazi fénykora a XIX. század közepétől a XX. század közepéig tart.
A reformkorban a cigányzenekarokat ott találni mind a nemzeti érzelmű arisztokrácia udvaraiban, a kisnemesi kúriákon és a polgárság által látogatott szalonokban, szórakozóhelyeken. Később a polgárság gazdasági erősödésével, a városi életforma felvirágzásával a kávéházak, vendéglők kötelező személyzetévé válnak.

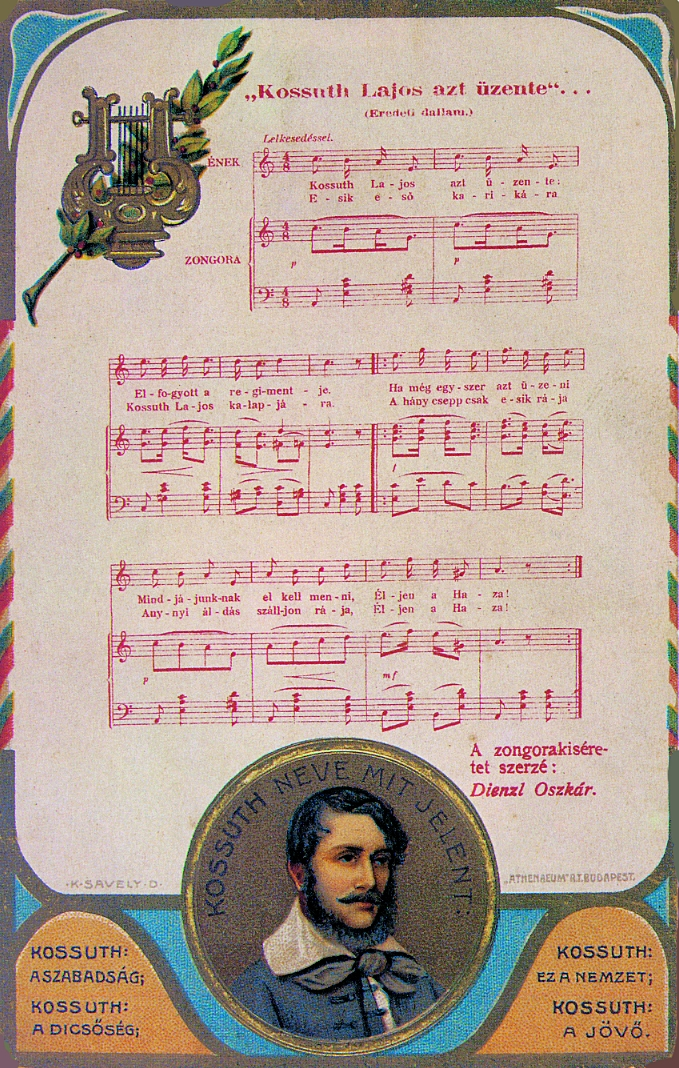
A Kossuth-nóta kottája

Az 1848–49-es szabadságharcban a muzsikus cigányok a magyar csapatokban harcolnak. A századok többségének saját cigányzenekara volt, akik természetesen nem csak az ütközetekben vettek részt, hanem zenélni is kötelesek voltak. Ekkor alakult ki a honvéd egyenruhából a cigányzenekarok hagyományos viselete: a zenekar aranysújtásos piros mellényt, a prímás pedig valamivel gazdagabb aranyozású kék mellényt visel. Ez a viselet a mai napig él.
Mint ahogy a Rákóczi-szabadságharc leverése után a Rákóczi-nóta és a kuruc dalok, úgy az 1848–49-es forradalom és szabadságharc bukása után a Kossuth-nóta és az 1848-as honvéd-dalok aktív terjesztői voltak a cigányzenekarok.
A kiegyezéssel járó politikai konszolidáció és az azt követő gazdasági fellendülés hozta meg a cigányzene és a cigányzenekarok igazi fénykorát. Kávéház, vendéglő, főúri szalon nem volt cigányzenekar nélkül. A tehetségesebb cigányzenekarok külföldön turnéznak, rendszeresen játszanak Párizs legelőkelőbb szórakozóhelyein, a Riviéra turistaparadicsomaiban, a kor nevezetes gyógyfürdő központjaiban. Eljutnak a walesi herceg és az orosz cár udvarába is.
Az I. világháború, a trianoni békekötés majd pedig a nagy gazdasági világválság természetesen nem kedvezett a cigányzene műfajának sem, de a műfaj iránt még mindig elegendő igény mutatkozott. Az akkoriban megjelenő dzsessz mellett jórészt ez volt mind a városi, mind a vidéki lakosság szórakoztató zenéje.
A II. világháború után a cigányzenét és a magyar nótát a „letűnt elnyomó osztályhoz” kötötték, és politikailag nemkívánatosnak minősítették. A cigányzenészeket, pedig mint az úri osztály kiszolgálóit minden eszközzel igyekeztek ellehetetleníteni. Az 1956-os forradalom és szabadságharc leverése után a cigány forradalmi részvétele miatt sok cigányzenésznek bevonták a működési engedélyét.
Ugyanakkor az 1952-ben, tehetséges cigány gyerekekből alapított Rajkó Zenekar napjainkig a magyar cigányzene világszerte ismert és elismert színpadi megjelenítője. Farkas Gyula művészeti vezető és Szigeti Pál igazgató célja az volt és ez meg is valósult, hogy a zenész cigány dinasztiák örökségét megfelelő repertoár kialakításával pódiumra emelje.

### A cigányzene és magyar nóta napjainkban
Magyarországon a cigányzene jelenleg leginkább már csak mint idegenforgalmi látványosság jelenik meg a vendéglátásban. Kivételt képeznek a Rajkó Művészegyüttes turisztikai szempontból értékes, évente 70-80 alkalommal, színházi körülmények között adott zenés-táncos bemutatói a Duna Palotában, és a Hagyományok Házában.
Sok cigányzenész külföldön próbál érvényesülni, országok közt ingázik vagy végleg kitelepül. Más zenészek műfajt váltanak, leginkább a cigány dzsessz és a klasszikus zene felé nyitnak.
A műfaj megújítására tett jelentős kísérlet volt, például 1952-ben a Rajkó Zenekar megalapítása Farkas Gyula zeneszerző, pedagógus, hangszerelő és Szigeti Pál által. A hagyományosan cigányzenekarra írt, ma zenetörténeti ritkaságnak számító Bihari János, Lavotta János, Csermák Antal György, Rózsavölgyi Márk szerzeményeinek előadásán túl Farkas Gyula létrehozott egy olyan repertoárt, amelyben megjelennek a magyar cigányzene ihletésére létrejött klasszikus művek, a népdalok, a népszerű opera-, és operett részletek – nagy létszámú (tizenkét-huszonnégy fő) cigányzenekarra hangszerelve. E repertoárt táncos produkciók is színesítik Rajkó Művészegyüttes. Ezt követte a 100 Tagú Cigányzenekar megalakítása, mely a hagyományos kamara-műfajt szimfonikus zenekari méretben kelti életre.

### A műfaj funkciói
A cigányzene-magyar nóta hagyományosan a szórakoztatást szolgálja. Szövegei ennek megfelelően elsősorban tréfásak, vidámak, vagy éppen szomorkás-nosztalgikusak. Gyakori témák a boldog vagy be nem teljesedett szerelem, az élet apró örömei, a bor, a tánc, a mulatozás; nosztalgia a fiatalság, szülőfalu, régi szokások után, az idő könyörtelen elmúlásának tudomásulvétele. Ezek mellett azonban – különösen kiélezett történelmi korokban – fontos társadalmi mondanivaló a nemzeti érzés ápolása, esetenként konkrét mozgósítás egy hazafias ügy mellett.

### A cigányzene közege
A cigányzene a szórakoztató jellegéből kifolyólag a kávéházakban és vendéglőkben, illetve egyéb szórakoztató helyeken talált otthonra. Itt gyakori jelenség, hogy a zenekar egy asztaltársaságot szórakoztat, az ő pillanatnyi igényeik szerint játszva a repertoárt. A szórakoztatás másik formája a színpadi nótaestek formája. Itt nincs ilyen közvetlen kapcsolat a közönség és előadó között, a műsor egy előre eldöntött koncepció szerint zajlik. Ezeknek modern változatai a rádiós és televíziós nótaműsorok. Harmadik fő formája a szórakoztatásnak a báli vagy lakodalmi muzsikálás, ahol a tánc alá való zenélés kap fő hangsúlyt. A felépítésnek itt is van előzetes koncepciója, azonban létezik egy közvetlen kapcsolat is a szórakozó közönséggel.
Speciális alkalmak voltak régen a verbuválások azaz a toborzások, innen származik a verbunkos elnevezés is. Ilyenkor a sorozó bizottság némi borral és cigányzenekarral járva a falvakat, jó kedvre derítve a legényeket igyekeztek őket katonai szolgálatra csábítani. Az önkéntesek toborzása a kötelező sorkatonai szolgálat bevezetésével szűnt meg 1868-ban.

### Kettős kötődés
Mint ahogy azt a cigányzene és magyar nóta elnevezések szemléletesen mutatják, a műfaj egyaránt kötődik a magyar és a cigány kultúrához. Magyar igények szerint, de a cigányok játékstílusa és zenei megközelítése alapján alakul ki. Szemben a flamencóval – ahol bizonyos rivalizálás tapasztalható a cigányok és spanyolok között – a cigányzene esetében egyfajta munkamegosztás alakult ki. A zenészek és a zeneszerzők cigányok, míg a szövegírók és énekes előadók kevés kivételtől eltekintve magyarok.

## A cigányzenészek repertoárja
- Nóta vagy hallgató, asztali nóta, kesergő. Lassú dallamú, parlando előadású dalok, a népzene keserveseivel rokon műfaj. Azonban a nagyobb szótagszám, és a jellegzetes előadásmód élesen megkülönbözteti azoktól.
  - „Eltörött a hegedűm” Dankó Pista híres nótája, 3 perc
- Andalgó. Nevét a tempó ingadozásáról (andalgásáról) kapta. Lassú esztammal kísérik a dallamokat és valamelyik részét a hallgatóra jellemző parlando lassúsággal játsszák, majd újra visszatér a könnyed "lüktetés". Sokan megkülönböztetik az esztamcsárdást az andalgótól. Különbség csak az, hogy az andalgóban parlando ritmus is jelen van, míg az esztamcsárdásban ugyan van tempó ingadozás, de mindig csak lassú esztammal kísérik.
  - Andalgó, Boross Lajos és zenekara, 1 perc – "Volt nekem egy gerlicém"
  - Esztamcsárdás, Boross Lajos és zenekara, 1 perc – "Jaj, de szép kék szeme"
- Csárdás. Kötött ritmusú, általában 4/4-es, de mindenképpen páros ütemű dalok. Szinte mindig van énekelhető szövegük. A verbunkoshoz hasonlóan a csárdászenének a néptánckincs csárdástáncait kísérő népzenével van szorosabb kapcsolata.
- Friss csárdás vagy röviden friss. A csárdások gyorsabb tempójú, esztam kíséretű változata. Magyar népzenében általában egy csárdás dallamot frissben is elmuzsikálnak, de a magyar nótára ez nem túl jellemző. Inkább kifejezetten friss dallamok léteznek.
- Verbunkos, régiesen toborzó vagy magyar. Lassú, de feszes ritmusú, dűvő kíséretű, páros ütemű, eredetileg szóló vagy csoportos férfitáncot kísérő zene. Nincs szövegük. Az új stílusú néptáncok – a verbunkosok – zenekíséretével rokon, sőt időnként azonos dallamok. A műfaj legismertebb képviselői: Bihari János, Lavotta János és Csermák Antal György. A verbunkos dallamát néha friss csárdás követi, egyébként különállóan játsszák a többi daltól.
  - Verbunkos, Puka Károly és zenekara, 3 perc
- Egyéb műfajok. A felsoroltakon kívül a zenekarok mint zeneszolgáltatók minden igényt igyekeztek kielégíteni. Így a repertoárba hamarosan beépültek romantikus zeneszerzők – Vittorio Monti, Liszt Ferenc, Johannes Brahms és mások – művei, akkori divatos indulók, keringők, polkák és más polgári táncok. Ugyancsak megjelentek a repertoárban a népszerű operettdalok, későbbiekben a divatos filmzenék és slágerek. Természetesen, mivel cigányokból áll a zenekar, sok estben hagyományos cigány dallamokat is muzsikálnak.

Hagyományosan egy összeállítás fokozatos tempónövekedéssel áll össze, tehát általában hallgatóval kezdőik, utána csárdás és friss csárdás következik. Megegyezik a magyar népzenében általános táncrenddel. Az andalgó vagy esztamcsárdás általában a hallgató és a csárdás közé ékelődik be. A verbunkost általában külön muzsikálják.

## A hagyományos cigányzenekar felépítése
A cigányzenekar alapja egy vonós hármas, melyet hegedű, brácsa, és nagybőgő alkot. Ez a felállás az alap, mivel tartalmaz dallamhangszert (hegedű), akkordhangszert (brácsa) és basszushangszert (nagybőgő) és az két utolsó egyben ritmushangszer is. Ebből kifolyólag mindig a brácsás a bőgős mellett muzsikál. Egy teljes zenekar hét tagú: prímás, tercprímás, brácsás, nagybőgős, cimbalmos, klarinétos és csellista. Kisebb létszám esetén is legalább három vonósból (hegedű, brácsa, nagybőgő) és egy cimbalmosból áll a zenekar. Néhol látni pl. két cimbalmost vagy két nagybőgőst is, de nem az a megszokott felállás és teljesen felesleges a szerepe a duplázott hangszernek (tercprímást kivéve). Sok esetben csak látvány vagy az erősebb hangzás miatt egészítik ki a zenekart, de leggyakrabban több prímás szokott lenni.
Mivel a cimbalom stabil hangszer, ezért köré áll fel a zenekar többi tagja. Általában a cimbalmos bal felén van a brácsás és a nagybőgős, mivel a hangszerek tartásából kifolyólag így a zenekar felé szólalnak meg, jobb felén a klarinétos, csellista és a tercprímás foglal helyet.

Ifj. Járóka Sándor, prímás

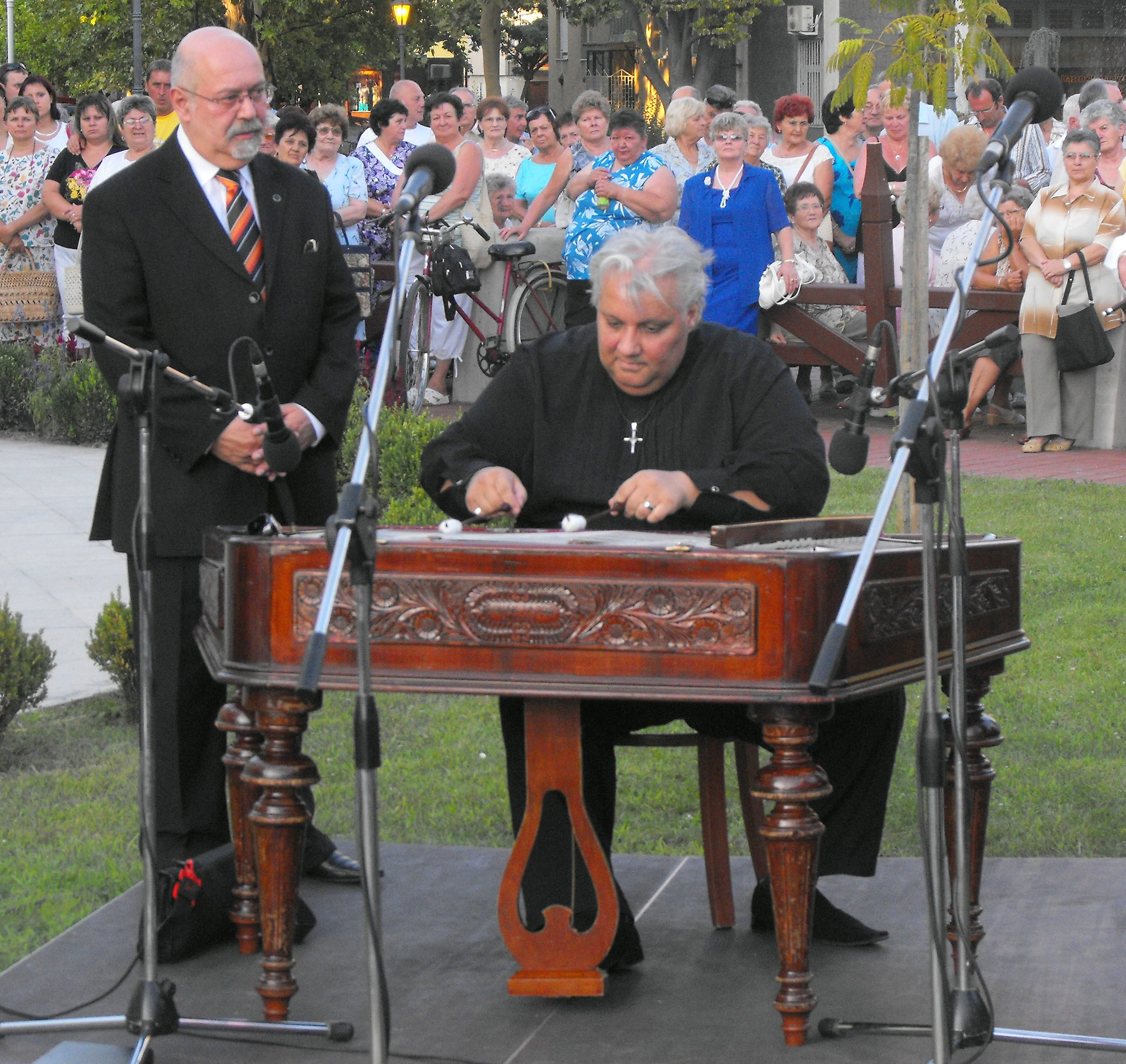
Ökrös Oszkár, cimbalmos

### A zenekarban betöltött szerepek
- Prímás vagy vezető hegedűs – a hagyományos zenekar szólistája és karmester. Ő muzsikálja az alap- vagy fődallamot és vezényeli a zenekart. Valamint ő a koncertmester is, mivel általában nincs előre megbeszélve a dallamok sorrendje, ezért zenélés közben alakítja az összeállítást. Továbbá szólót kérhet a klarinétostól vagy a cimbalmostól, ritkábban a csellistától is. Ilyenkor vagy szünetel vagy csak pengeti a hegedűt.
- Tercprímás vagy röviden terces – a nevében is benne van, hogy a fődallamra általában a prím harmadik fokára (terc) épített dallamot muzsikálja hegedűn. Általában a prímás és az terces dallama adja meg a kíséretszekció számára a kívánt (vagy elvárt) akkordozást, ezért is fontos a tercprímás megfelelő játéka. Ha a cimbalmos vagy klarinétos szólózik, akkor szünetel, valamint akkor is, amikor a prímás variációt játszik és nem a fődallamot. Ha a prímás egy szólónál pizzicato technikát alkalmaz, akkor a terces is.
- Brácsás vagy ritkán kontrás (cigányok közt brácsos) – az akkordozásban van nagy szerepe, valamint a nagybőgővel és a cimbalommal együtt a ritmus- és a kíséretszekciót alkotják. Ritkában brácsa helyett hegedűn "kontrázik" (általában szükségből).
- Nagybőgős vagy egyszerűen bőgős – a kíséretszekcióban a basszust játssza, de kiemelt szerepe van a ritmusszekcióban is. Esztam esetében ő játssza az ún. „egyet” és rá „kontrázik” a brácsás.
- Cimbalmos – elengedhetetlen része a zenekarnak, sőt mára már ikonikus része is ennek a zenének. A zenekarban a kíséret- valamint ritmusszekció része, de a prímás kérésére szólózhat is. Ha a cimbalmos szólózik, akkor a klarinétos nem játszik, míg fordított esetben a cimbalmos mindig, mivel a kíséretet egészíti ki
- Klarinétos vagy régiesen sípos (cigányok közt klarinos) – általában B-klarinéton játszik, de sok esetben A-klarinéttal is rendelkezik, mivel a hangszer felépítéséből kifolyólag valamelyik hangnemekben nehezebb a játék. A zenekarban díszítő szerepe van. Míg népzenében a sípos a dallamot díszíti, addig a cigányzenekarban az összhangzatot. Néhány klarinétos tárogatón is tud muzsikálni, amit akár egy saját összeállítás erejéig is megszólaltathat. A prímás kérésére szólózhat. Ha a cimbalmos szólózik, akkor szünetel. Ha a prímás nem a dallamot, hanem szólót vagy variációt játszik, akkor általában a klarinétos szünetel.
- Csellista vagy csellós (cigányok közt kisbögős) – a klarinéttal és a tercprímmel együtt díszítő szerepe van. A dallamhoz képest ún. ellendallamot (nem ellenpont) visz, ami annyit jelent, hogy ha a fődallam emelkedő akkor általában ereszkedő szólamot játszik rá. Ha nem ellendallammal díszít, akkor pedig egy másik dallammal. Általában csak akkor játssza a fődallamot, ha valamelyik szólista (hegedű, klarinét, cimbalom) variációval szólózik. Ha a prímás egy szólónál pizzicato technikát alkalmaz, akkor általában a csellista is.

## Híres muzsikusok
| - Id. Berki Béla - Id. Berki László - Bobe Gáspár Ernő - Boross Lajos - Buffó Rigó Sándor - Id. Járóka Sándor - Ifj. Járóka Sándor - Kovács Imre - Lakatos Sándor - Lendvai „Csócsi” József - Lukács Tibor - Id. Magyari Imre - Ifj. Magyari Imre - Puka Károly - Radics Ferenc - Rácz Béla senior - Ifj. Sánta Ferenc - Szalai Antal - Ifj. Sárközi Lajos - Id. Sárközi Lajos |                                           | - Bangó Gabi - Bangó Gyula - Bangó István pupi - Báder - Berkes József „Klerensz” - Csík Benedek - Csík Gyula - Csík Sándor - Csóka Gyuszi - Id. Fehér István - Fehér István „tojás” - Gari József - Horváth Balázs - Jónás Géza „Csimpau” - Kis pupi - Lakatos János „pipás” - Lisztes Jenő - Lukács István - Malácsik Gusztáv - Mozsár József - Ökrös Oszkár - Radics Sándor - Rácz Aladár - Rácz László - Sörös Jenő - Ürmös Sándor - Vadász Károly - Vak Laci |  | - Balogh Dezső - Baranyai Lajos - Bujka János - Id. Burka Sándor - Id. Lugosi Tibor - Horváth Béla - Kállai Kis Ernő - Kecskés Sándor - Lakatos Sándor (Kanesz) - Id. Fátyol József - Ifj. Fátyol József - Lukács Csaba - Oláh Dezső - Ökrös László „Jatta” - Puporka András - Rácz Elemér - Sárközi „Kleo” József - Seres Vilmos - Suki Antal - Váradi Gyula - Zsákai Piros László |  | - Jáger Balázs János - Szegfű Károly - Mocsár Ferenc Pepe - Sárközi Tibor Csiri - Vajda Barnabás - Duka Elemér - Ráduy Árpi - Oláh Ernő - Kovács György Karcag - Kovács Károly - Szitai Lajos - Fehér István Bunyó |  | - Bóni Gyula - Hankó Farkas Ferenc - Horváth Zoltán - Ónódi László „Fiszisz” - Suki Nándor „Boxoló” - Tabányi László - Váradi Csaba „Brunner” - Váradi Zoltán - Oláh Norbert "bikfic" |  | - Horváth Károly - Id. Molnár László - Losó Lajos - Paradi József (Sügöle) - Id. Parádi József (Sügöle) - Parádi Jenő (Sügöle) - Sárközi Rudolf - Ifj.Molnár László - Csík Sándor - Suki Nándor - Lázár Gyula - Bóni Zsolt - Báder András - Csikos Vilmos - Vadász Jenő |  |
| | Bővebben: Magyar cimbalomművészek listája | |  | |  | |  | |  | |  |